# Uváznutí kytovců na mělčině

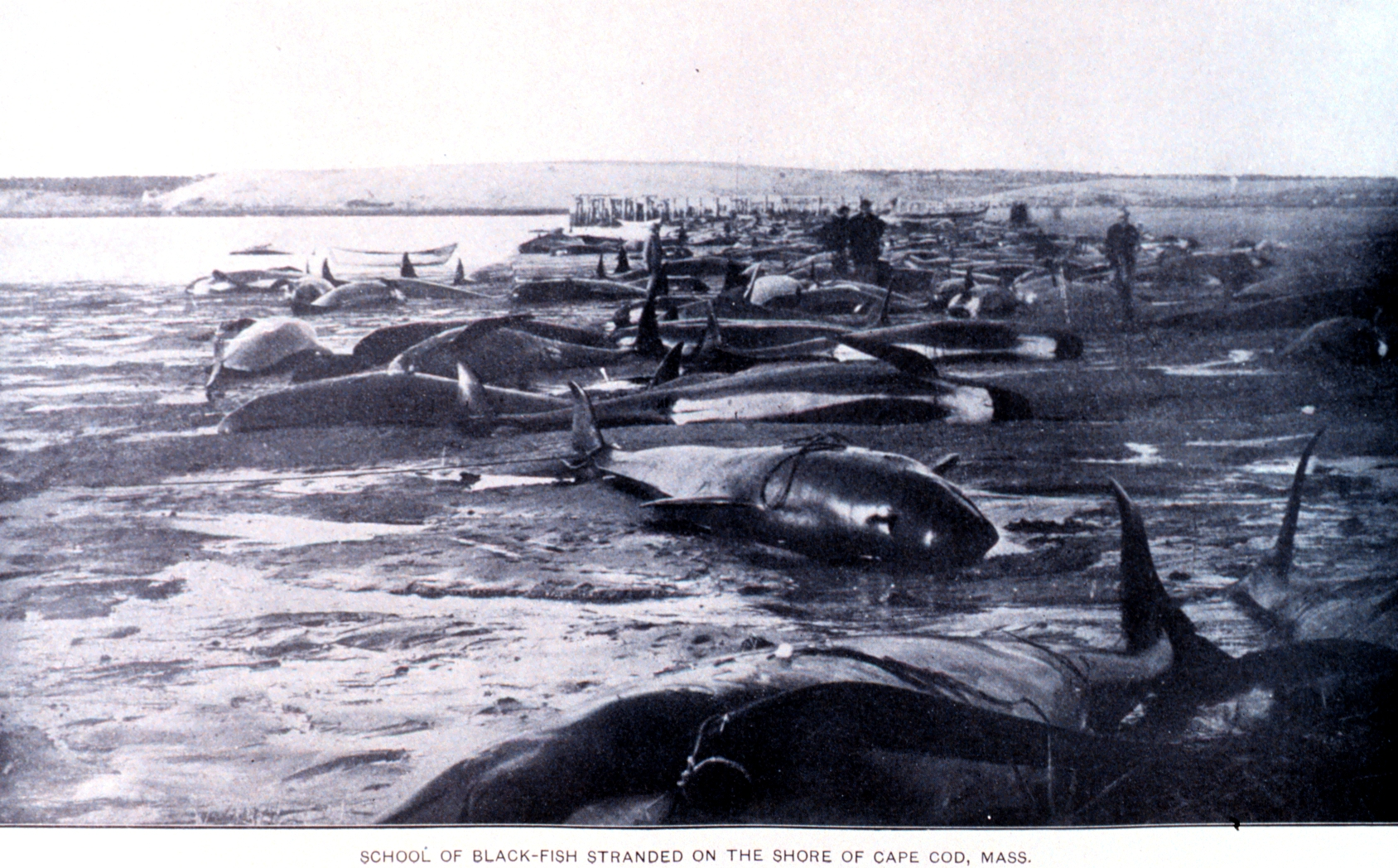
Masivní uváznutí kulohlavců na pláži u Cape Cod na severovýchodě Spojených států (1902)

Uváznutí kytovců na mělčině je událost, při které zástupce kytovců uvázne v mělkých vodách, ze kterých se nemůže dostat. Dochází k tomu z přirozených důvodů, jako je „porucha“ echolokace, dezorientace, extrémní počasí, nemoc nebo zranění, přičemž konkrétní uváznutí může způsobit hned několik faktorů najednou. Příčinou mohou být i lidské aktivity, například důsledky srážek kytovce s lodí nebo zamotání do rybářského náčiní. Hlavně u vorvaňovců zobatých dochází k masivním uváznutím po vojenských cvičeních, při kterých byly použity vysoce výkonné sonary na hledání ponorek. U řady druhů kytovců existují v rámci stáda velmi silná sociální pouta, která někdy způsobí, že s jedním kytovcem uvázne celé stádo, které nechce uvázlého jedince opustit. Tato masivní uváznutí mohou zahrnovat desítky a výjimečně až stovky jedinců. Nejčastějšími druhy, u nichž dochází k uváznutím, patří vorvaňovci, kulohlavci, sviňuchy a vorvani.
Na záchranu a vědecký výzkum uvízlých kytovců existují v řadě zemí programy sdružující vědce, veterináře, ochránce přírody a místní dobrovolníky. Zejména u menších druhů, jako jsou menší druhy delfínovitých, je při včasném zásahu člověka poměrně dobrá šance na záchranu, avšak u větších kytovců, jako jsou vorvani nebo plejtváci, kteří váží desítky tun, bývají vyhlídky na záchranu jen minimální. I když k uváznutím může dojít po celém světě, nejčastěji k němu dochází v Tasmánii a na Novém Zélandu, dále i v Severním moři, Spojeném království, ve Spojených státech, na Islandu, v Austrálii či Japonsku. Za uvízlého se považuje i mrtvý kytovec vyplavený na břeh.

## Charakteristika

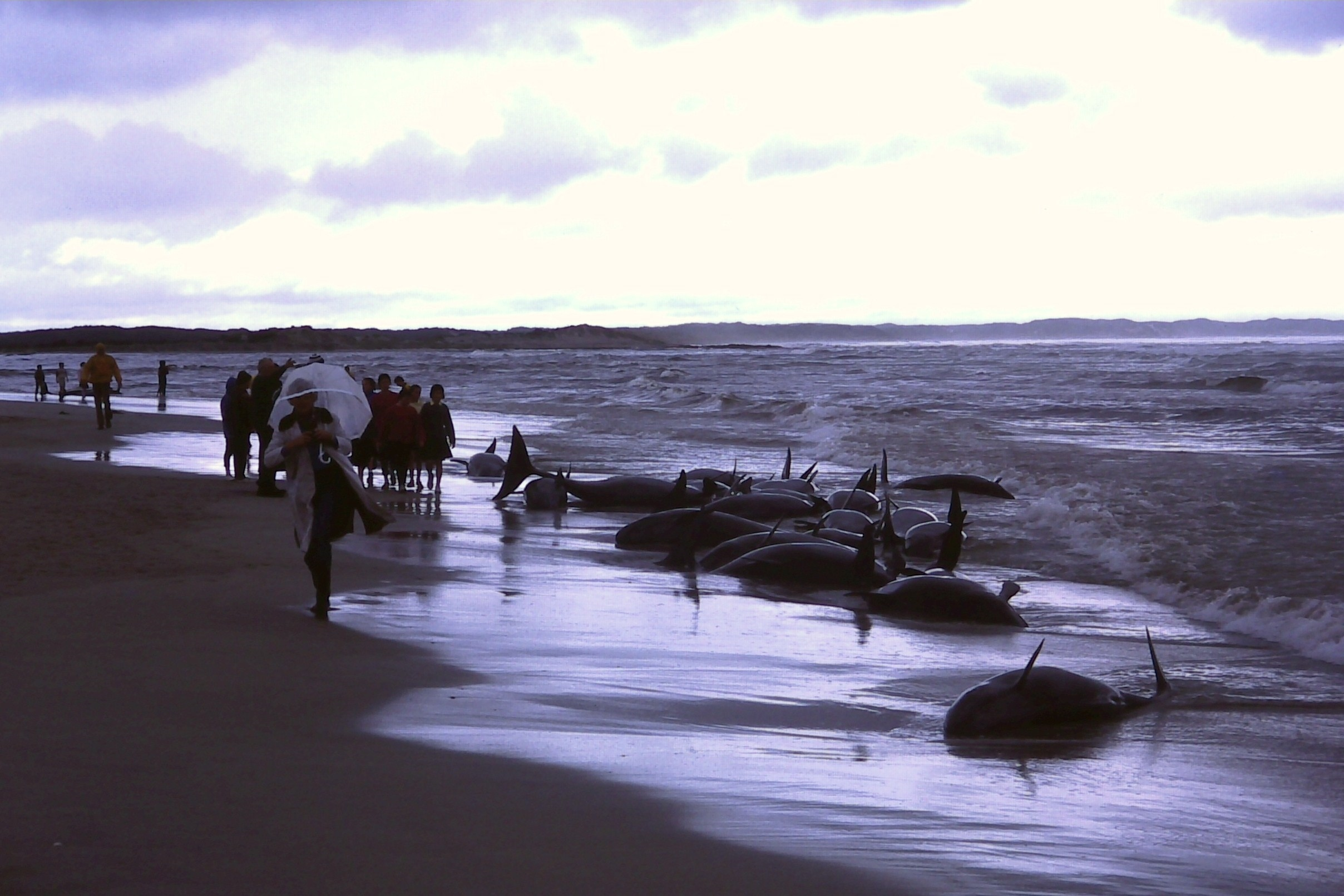
Kosatky černé na pláži ve Flinders Bay, Západní Austrálie (1986)

Kytovci jsou potomci savců, kteří se nejdříve přizpůsobili životu na souši a poté se zpětně adaptovali na život na vodě. Ačkoliv dýchají vzduch, mimo vodní prostředí značně trpí hned z několika důvodů. Zatímco ve vodě dochází k nadnášení jejich těžkých těl, na souši se jim stlačují plíce pod váhou vlastního těla a hlavně u velkých druhů kytovců vážících mnoho tun rychle dochází ke kolapsu hrudního koše, kompresi plic a smrti následkem udušení. Dalším problémem kytovců na souši je regulace teploty těla. Voda je značně chladné prostředí, ve kterém dochází k rychlému odvádění tepla z těl, na což jsou tito mořští savci dobře přizpůsobení. Na souši však dochází k odvodu tepla jen velmi pomalu a uváznutí kytovci se rychle začnou přehřívat. Jejich pokožka bývá značně citlivá na sucho a sluneční paprsky, které dovedou kůži rychle poškodit. Na souši kytovci většinou umírají do několika hodin.
Každoročně na mělčině uvázne kolem 2 tisíc kytovců, což ovšem nepředstavuje tak velké množství, aby to výrazněji ohrožovalo celkovou populaci jakéhokoliv druhu kytovce. Globální přesná data o počtech uváznutí nejsou k dispozici, avšak existují dlouhodobá data například z Nizozemí, Austrálie, Spojených států nebo Spojeného království. U podobných dat je nicméně problematické, že počty jsou vysoce podhodnoceny, jelikož kytovci často uváznou v odlehlých, neobydlených částech. Snad nejkomplexnější data pochází z Britských ostrovů (včetně Irska), kdy bylo mezi lety 1913–2015 zaznamenáno přes 20 tisíc uvízlých kytovců. Z toho kolem 12 tisíc pochází z let 1990–2014. Ve Spojených státech amerických bylo mezi lety 2006–2018 zaznamenáno přes 20 tisíc uvízlých kytovců (z toho kolem 15 % velkých kytovců jako jsou velryby, vorvaň nebo plejtváci). Část z nich zemřela na moři a byla jen pasivně zanesena mořem na břeh; u kytovců nalezených na břehu však často ani pitva nezjistí příčinu smrti nebo kde k úmrtí došlo, a tak se počítají do celkových statistik uváznutí.

## Příčiny

### Přirozené

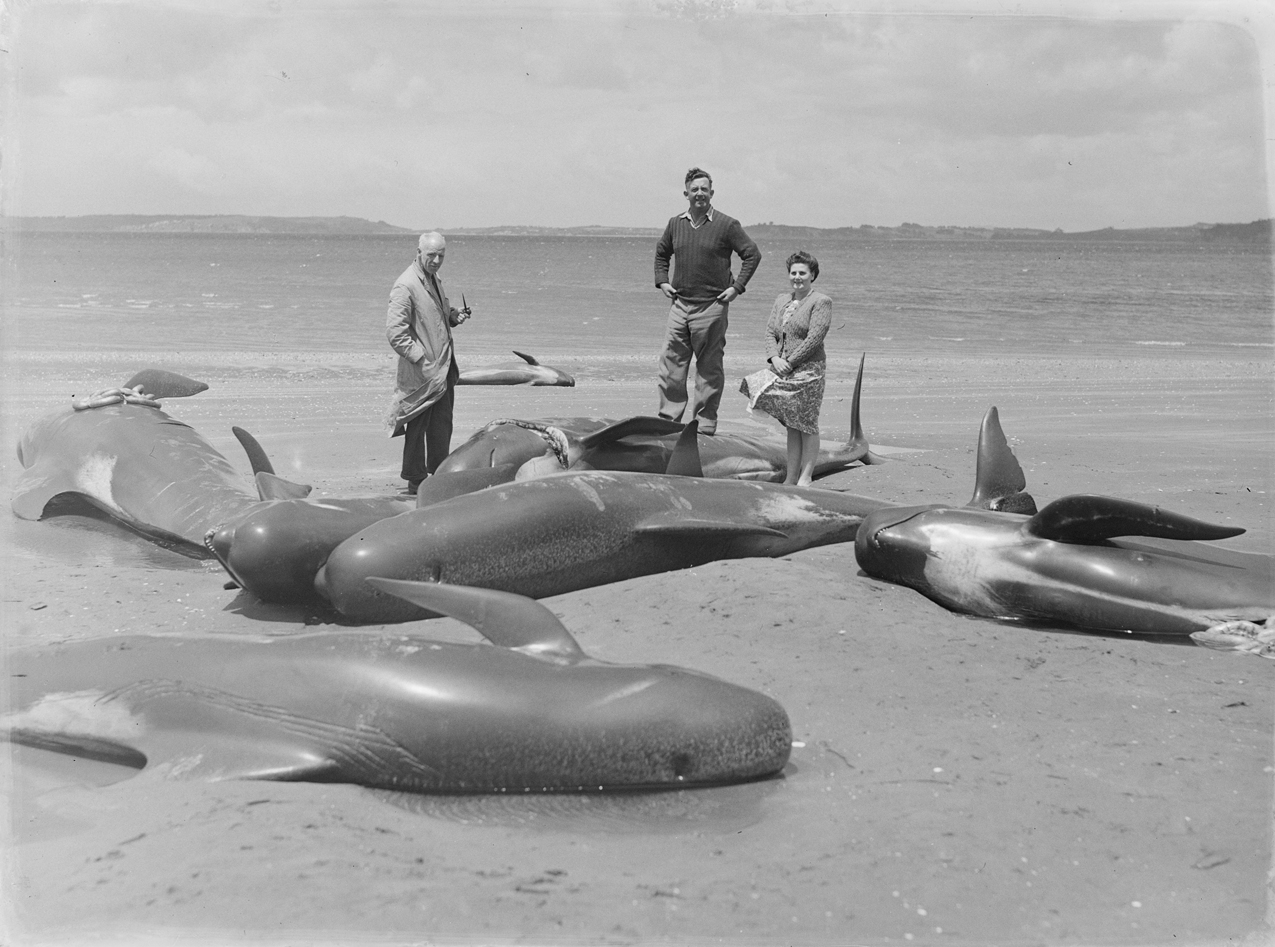
Uváznutí kulohlavci černí (Nový Zéland, asi 40. léta 20. století)

K vyplavení či uváznutí kytovců na mělčině může dojít z přirozených příčin a docházelo k nim již dávno před industrializací i plavebními výpravami lidstva. Svědčí o tom například nálezy pozůstatků svijonožců Tubicinella major a Cetopirus complanatus v jeskyni na jihu Španělska z doby před cca 14 000 lety z vrstev patřící magdalénské kultuře. Tito svijonožci jsou životem vázaní na velryby jižní, z čehož se dá vyvodit, že tehdejší lidé našli velrybu vyplavenou na břehu a odnesli si její části s sebou do jeskyně.
Přirozené příčiny uváznutí mohou být různé. Kytovci jsou vysoce sociální zvířata s pevnými sociálními vazbami a v případě, že se jedinec ocitne v ohrožení, může požádat o pomoc ostatní jedince. Tato strategie je sice účinná na otevřeném moři, avšak v případě uváznutí na mělčině se jedná o past, do které první uvízlý jedinec přivolá další. Takto může dojít i k masivním uváznutím, která sice mají přirozenou příčinu, avšak v konkrétních případech je často velmi těžké až nemožné se jí dopátrat; často se navíc jedná o více než jednu příčinu. Bylo například zdokumentováno stádo 30 kosatek černých, které v roce 1977 připluly do velmi mělkých vod u floridského pobřeží. Zatímco jeden ze samců umíral na následky nemoci či zranění, ostatní kosatky se rozmístily kolem skomírajícího samce a extrémní mělčiny neopustily po další 3 dny. Místní záchranáři se je snažili vytáhnout zpět do hlubších vod, avšak kosatky na to reagovaly podrážděně a evidentně se snažily zůstat s umírajícím jedincem. Podobné chování bylo zaznamenáno i u některých dalších hromadných uváznutích i u jiných druhů kytovců. Jedinec, který vyvolal hromadné uváznutí, může být např. těžce nemocen, trpět parazitickou infekcí, být zraněn, umírat z přirozených příčin nebo samice mohou procházet těžkým porodem. Podobné příčiny mohou kytovce dezorientovat či mít negativní vliv na jejich echolokační schopnosti. Jsou nicméně známy i případy, kdy kytovci následovali na mělčinu i – alespoň zdánlivě – zdravé jedince. I přes řadu dalších teorií o příčinách uváznutí jsou silná sociální pouta, která pohání kytovce následovat jedince na mělčinu, převažujícím vysvětlením většiny hromadných uváznutí kytovců na mělčině. Na druhou stranu byl zaznamenán případ, kdy následování kytovce zachránilo uvízlé jedince. V březnu 2008 u novozélandských břehů uvízly na mělčině dvě kogie tuponosé a ani opakované pokusy záchranářů o jejich zahnání zpět do moře nebyly úspěšné. Jakmile na scénu připlul delfín skákavý, kogie ho takřka okamžitě začaly následovat do hlubších vod.

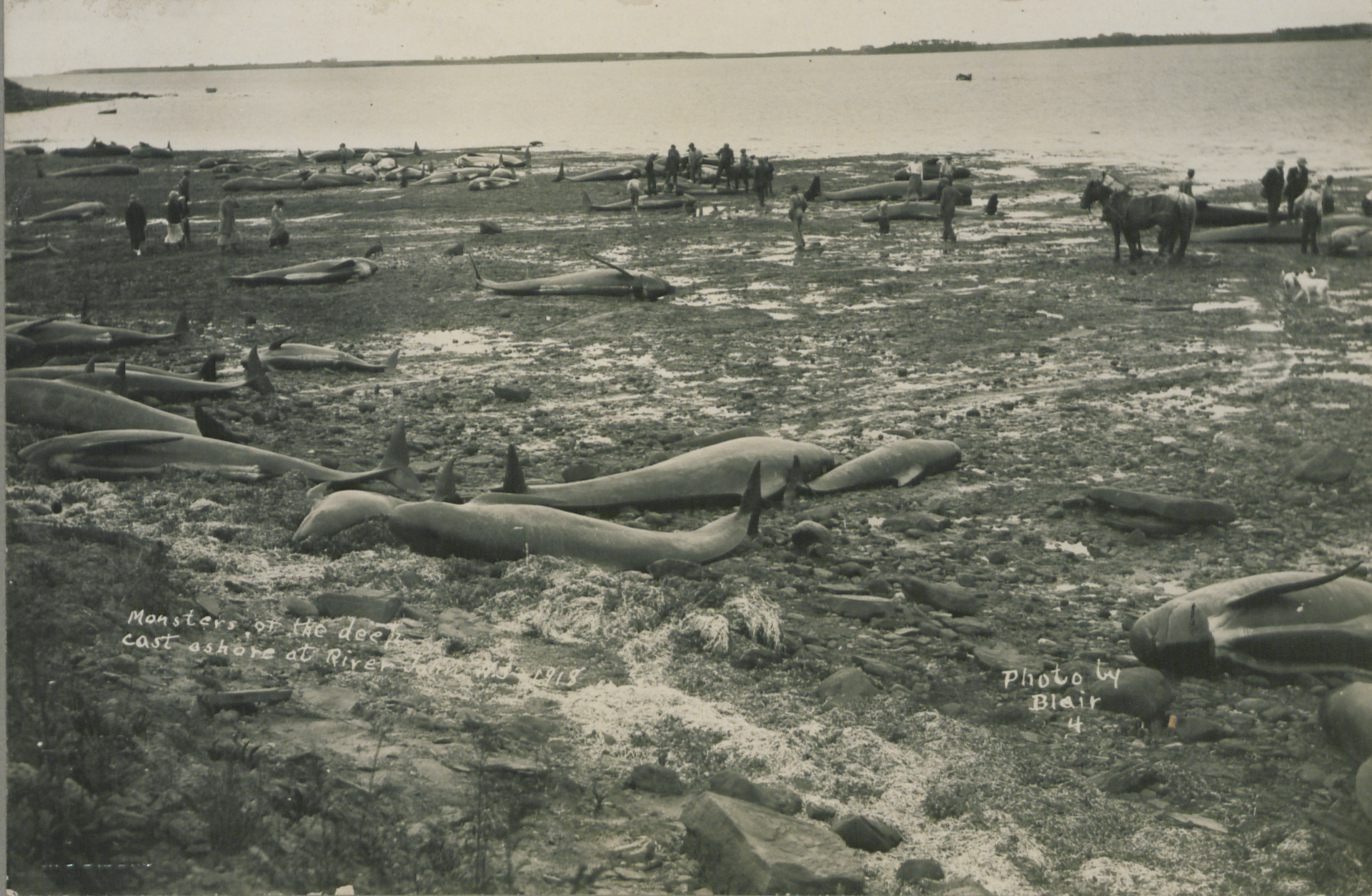
Vyplavení zástupci delfínovitých u městečka River John, Nové Skotsko (1918)

Narušení zdraví nemusí být jen u jednoho jedince. U masivního uváznutí asi 150 plískavic bělobokých byla zhruba u poloviny samic zjištěna extrémně vysoká infekce hlísticemi v mléčných žlázách. Nákaza byla natolik velká, že pravděpodobně narušila reprodukční schopnosti plískavic. Navigační chyby kytovců, které vedou k uváznutí, byly spojovány i s topografií, jelikož kytovci tíhnou k uváznutím v oblastech rozsáhlých mělkých wattů. Množství uvízlých samců vorvaňů v Severním moři včetně hromadného uváznutí z roku 2016, kdy podél pobřeží Německa, Francie, Nizozemí a Spojeného království uvízlo kolem 30 samců vorvaňů, jsou spojována se slunečními bouřemi, které způsobují anomálie geomagnetického pole Země, které vorvani používají k navigaci.

U některých druhů kytovců lze u příčin uváznutí vysledovat určité vzorce. Například novorozeňata plejtvákovců šedých spolu s jejich matkami tíhnou k plavbám do mělkých lagun v oblasti Baja California pouze v době páření. Jak matka, tak mládě často uváznou pospolu a po jejich nálezu není možné určit, kdo z nich skončil na mělčině jako první a kdo přišel na pomoc. Nedospělí samci vysoce sociálních plískavic bělobokých často uváznou na mělčině na podzim podél severozápadního pobřeží Spojených států. Má se za to, že uvízlí jedinci se ztratili nebo byli z nějakého důvodu zavrhnutí svým stádem. Kulohlavci černí z oblasti v Cape Cod Bay (východní USA) často pronásledují krakatice do místních mělčin, kde hlavně na podzim a počátkem zimy často uváznou.

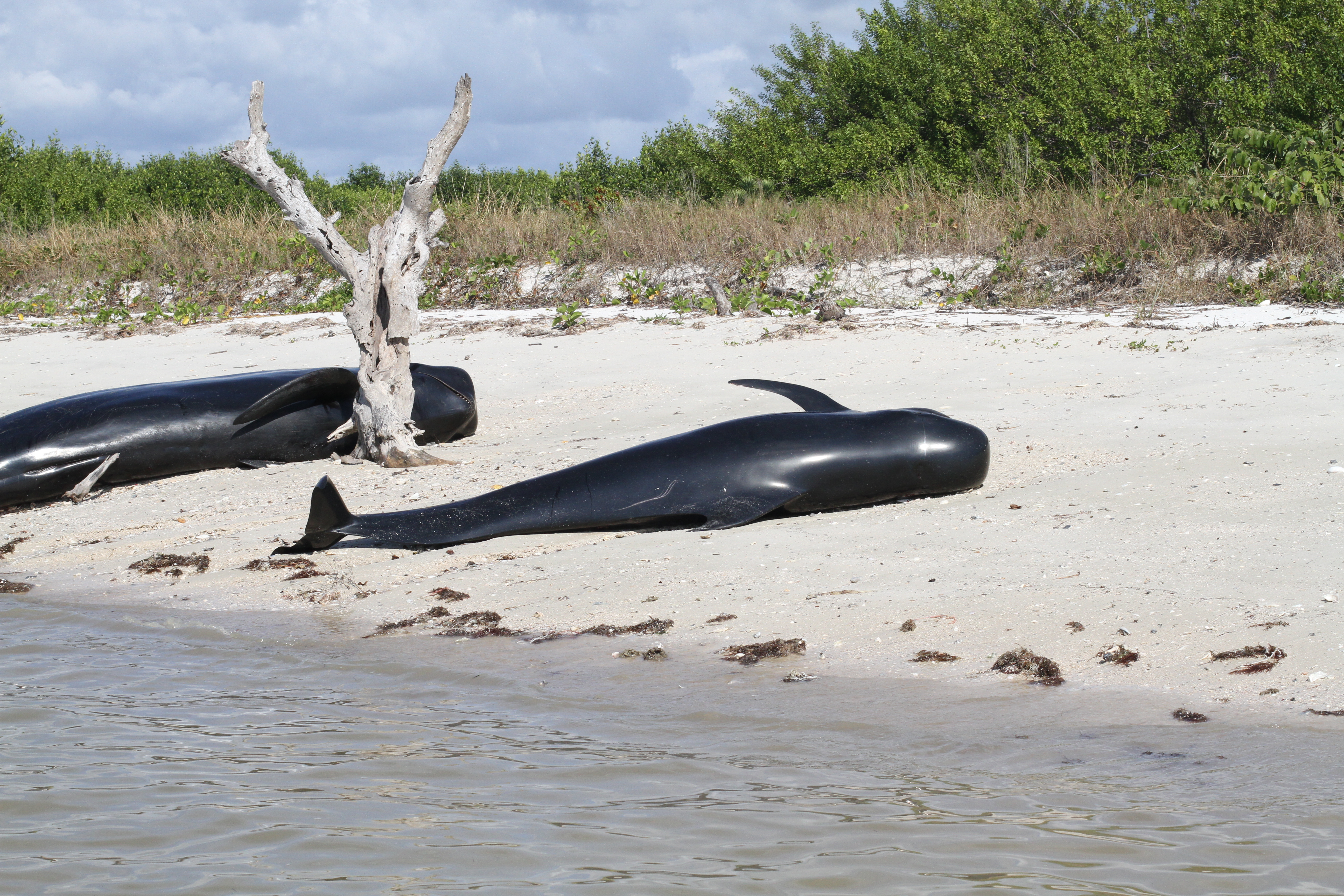
Dva kulohlavci uvízlí na floridské pláži

Další přirozenou příčinou uváznutí mohou být větší predátoři, jako jsou kosatky dravé, které loví jiné kytovce. Pronásledovaní kytovci mohou zpanikařit a ve snaze uniknout před kosatkami se vydají do mělkých vod, kde uváznou. Na druhou stranu za jednu z nejčastějších příčin uváznutí kosatek dravých i delfínů se považuje právě pronásledování kořisti do mělkých vod. K uváznutí může dojít i následkem extrémního počasí, což bylo zdokumentováno mj. u ferez malých, kulohlavců Sieboldových, plískavic tmavých nebo plískavic plochočelých. Je pravděpodobné, že s narůstající intenzitou extrémních meteorologických jevů během probíhající klimatické změny bude přibývat i uváznutí následkem vlivu výkyvů počasí. Vedle rozbouřených moří dochází i k narušení klimatických vzorců včetně změn v povrchové teplotě vody, což vede ke změnám v množství a distribuci potravy, a může způsobit uváznutí kytovců. Občas se lze setkat s hypotézou, že uváznutí může být následkem nebo předpovědí zemětřesení. Podobná tvrzení však nemají oporu ve vědeckých studiích.

### Umělé
Lidé a jejich aktivity mohou mít na uváznutí kytovců zásadní vliv. Jasnou a snadno identifikovatelnou příčinou jsou hlavně fyzická zranění, která mohou způsobit rychlou ztrátu tělesné zdatnosti, dezorientaci, uváznutí i smrt. Ke zranění či smrti může dojít po srážce s lodí, zamotáním do rybářského náčiní nebo po požití plastů v moři. Kytovci umírají a následně bývají vyplavení na břeh následkem vyhladovění. To sice může mít přirozené příčiny, avšak často bývá spojováno s redistribucí potravy vlivem vzrůstajících teplot oceánů, k čemuž dochází v důsledku klimatické změny, za kterou primárně může člověk.

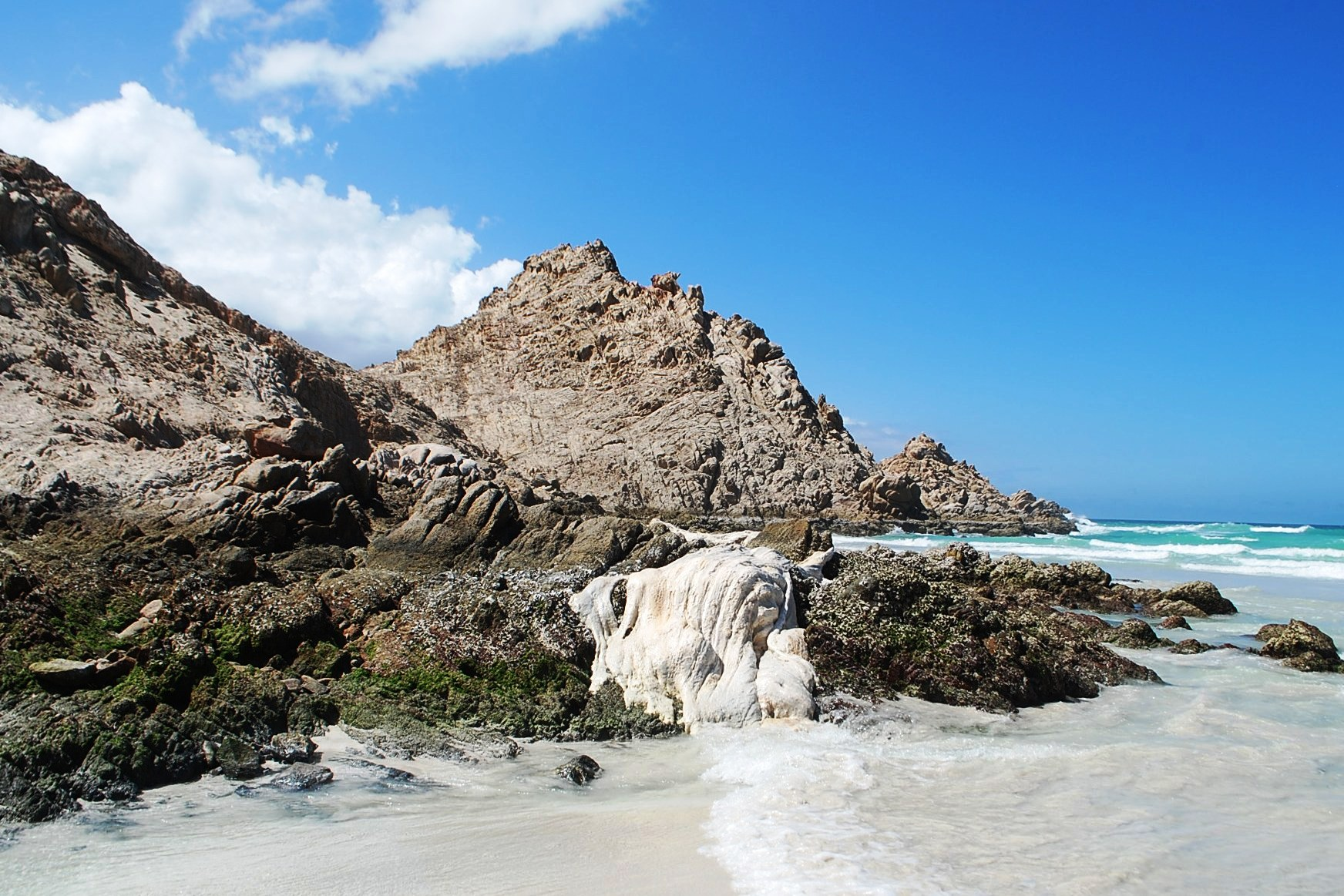
Pozůstatky vyplavené velryby na Sokotře

Řada studií potvrdila, že uváznutí kytovců způsobuje používání sonarů. Ty největší sonary na odhalení ponorek testované námořnictvem Spojených států mají výkon až 240 decibelů (srv. výbuch granátu dosahuje hodnot kolem 130 decibelů) a i po 500 km šíření vodním sloupcem mohou zvukové signály vysílané sonarem dosahovat síly 140 decibelů. Řada případů je dávána do souvislosti s používáním těchto sonarů včetně nezvyklého uváznutí 37 kytovců tří různých druhů na pobřeží Severní Karolíny. K tomuto uváznutí došlo po vojenském cvičení, během kterého byly testovány nové typy sonarů. Dobře jsou zdokumentována opakovaná hromadná uváznutí vorvaňovců zobatých kolem Kanárských ostrovů, k nimž začalo poměrně pravidelně docházet po vojenských cvičeních od 80. let 21. století až do roku 2004, kdy španělská vláda v okolí Kanárských ostrovů používání výkonných sonarů zakázala. K podobným uváznutím vorvaňovců zobatých došlo i na dalších místech, jako je Středozemní moře, kde voda vyplavila 13 vorvaňovců zobatých bezprostředně po cvičení námořnictva NATO, a na Mariánských ostrovech. K velmi netypické události došlo v březnu 2000 na Bahamách, kdy během vojenského cvičení zahrnující výkonné sonary došlo k vyplavení 18 kytovců nejméně pěti různých druhů.
Podle dostupných dat sonar neovlivňuje všechny kytovce stejně. Převážná většina úmrtí spojovaná se sonary se týká vorvaňovců zobatých a v menší míře i vorvaňovců z rodu Mesoplodon. Určitou roli v míře vlivu sonaru na kytovce bude patrně hrát i individuální odezva jedince. Podle výsledků pitev vorvaňovci zobatí umírají na následky dekompresní nemoci, konkrétně ucpání cév a poškození vnitřních orgánů bublinkami dusíku. Dusík je přirozeně obsažen ve vdechovaném vzduchu, a při ponoru se pod tlakem dostává do krve a dále do těla, kde se pomalu rozpouští, avšak při prudkém vynoření se začne dusík přeměňovat v dusíkaté bublinky, které začnou ucpávat cévní řečiště a poškozovat tkáně. To vede k dezorientaci, ztrátě vědomí i smrti. Sonar buďto způsobuje změnu chování, kdy se vorvaňovci ve snaze mu uniknout snaží co nejrychleji vynořit, což následně vede k poklesu tlaku a vzniku dekompresní nemoci, nebo dochází ke vzniku dusíkatých bublinek při průchodu sonarových vln skrze těla vorvaňovců.

## Častá a masivní uváznutí
Nejčastěji dochází k uváznutí jednotlivců, avšak stát se to může i více kytovcům a výjimečně celému stádu. U všech kytovců je pouto mezi mládětem a matkou velmi silné, a proto se uvázlá samice s mládětem nepočítají mezi hromadná uváznutí. Za hromadné či masové uváznutí na mělčině bývá považována událost zahrnující nejméně 2 (s výjimkou matky s mládětem) nebo 3 kytovce.

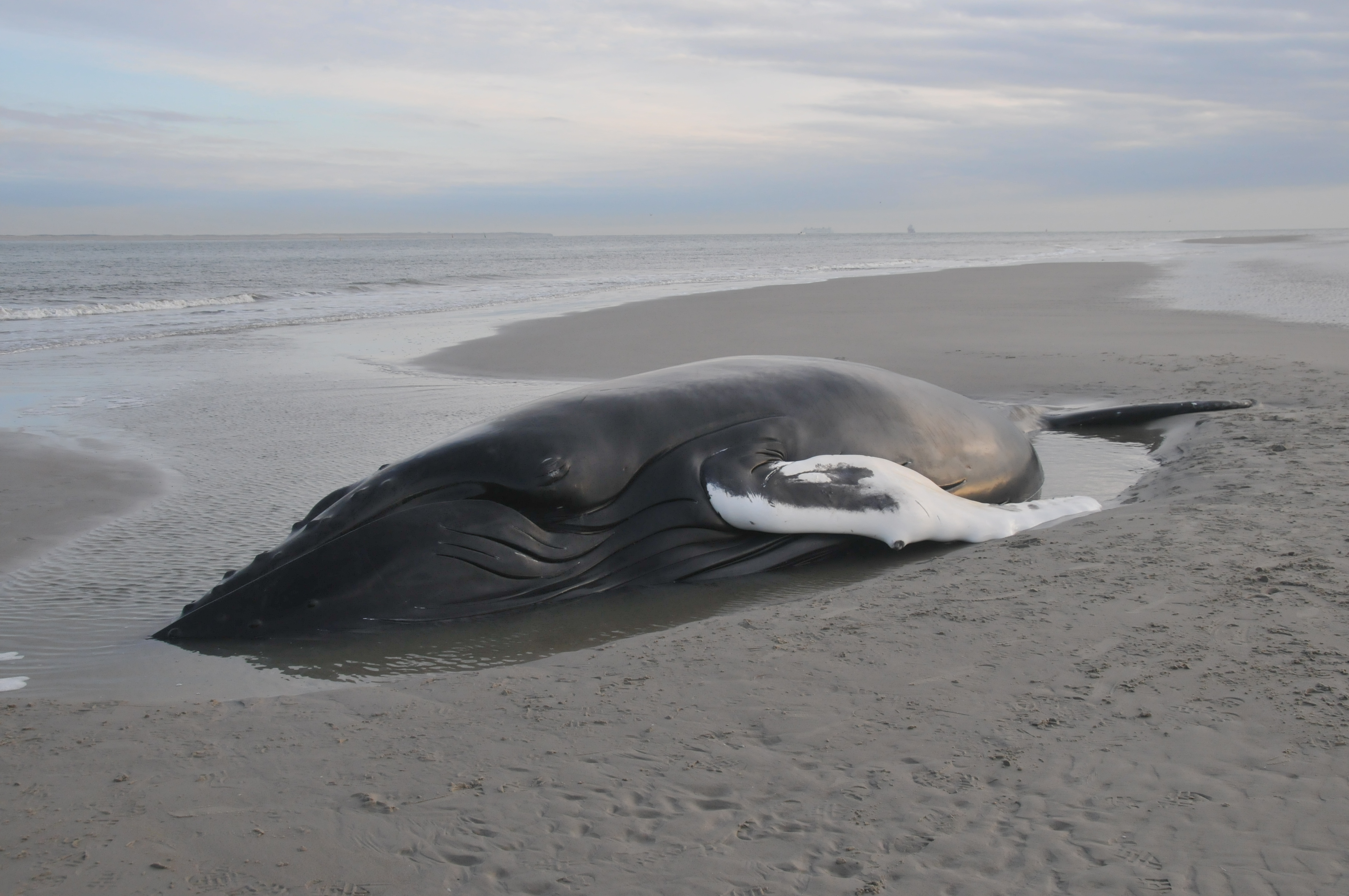
Samice keporkaka, jež uvízla na neobydleném nizozemském ostrově Razende Bol v roce 2012 (ačkoli se podařilo dopravit ji do vody, byla vzápětí opět vyplavena na místo, ze kterého ji již nešlo dostat do vody; zemřela necelé dva dny poté)

K hromadným uváznutím dochází po celém světě, avšak k těm nejmasovějším pouze v několika oblastech. Patří sem hlavně Tasmánie a Nový Zéland (mj. Golden Bay, Chathamské ostrovy), kde byla zdokumentována masivní uváznutí zahrnující 200 a více kytovců. K dalším oblastem hromadných uváznutí patří západní Austrálie, východní pobřeží Severní Ameriky, Patagonie a Severní moře. Nejčastějšími druhy, jichž se to týká, jsou zástupci ozubených kytovců (Odontoceti). Tato skupina zahrnuje mj. sviňuchy, delfíny, plískavice, vorvaně či vorvaňovce. K největšímu zaznamenanému hromadnému uváznutí kosticových kytovců došlo v roce 2015 v Chile, kde uvázlo nejméně 343 jedinců, většinou plejtváků sejvalů, kteří byli objeveni během rutinního monitorovacího letu nad odlehlou oblastí patagonských fjordů.

K nejmasivnějšímu zaznamenanému uváznutí vůbec došlo v roce 1918, kdy kolem 1000 kulohlavců černých uvázlo na Chathamských ostrovech. Kulohlavci jsou vůbec nejčastějším druhem, u něhož dochází k masivním uváznutím. V roce 2022 kolem 240 kulohlavců černých uvázlo na Chathamově ostrově, a několik dní nato dalších cirka 240 kulohlavců na sousedním Pittově ostrově. K těmto událostem došlo jen necelé 3 týdny poté, co cirka 230 kulohlavců uvízlo na tasmánském pobřeží. Ke zmíněné události na tasmánském pobřeží zase došlo přesně 2 roky od předchozí události masivního uváznutí, během které bylo na pláži nalezeno 470 kulohlavců. Kulohlavci černí jsou notoricky známí v oblasti Golden Bay na severním cípu Jižního ostrova Nového Zélandu, kde dochází k jejich pravidelnému uváznutí. K jednomu z největších došlo roce 2017, kdy tam uvízlo 650 kulohlavců, z nichž kolem 350 zemřelo a zbytek byl zachráněn místními dobrovolníky. Uváznutí kulohlavců bývá časté i na Faklandech, kde jich v roce 2011 uvízlo 400 a v roce 2018 celkem 56. Kulohlavci černí občas hromadně uváznou i na severní polokouli jako v červenci 2019 na Islandu, kde bylo na pláži nalezeno kolem 50 mrtvých jedinců.

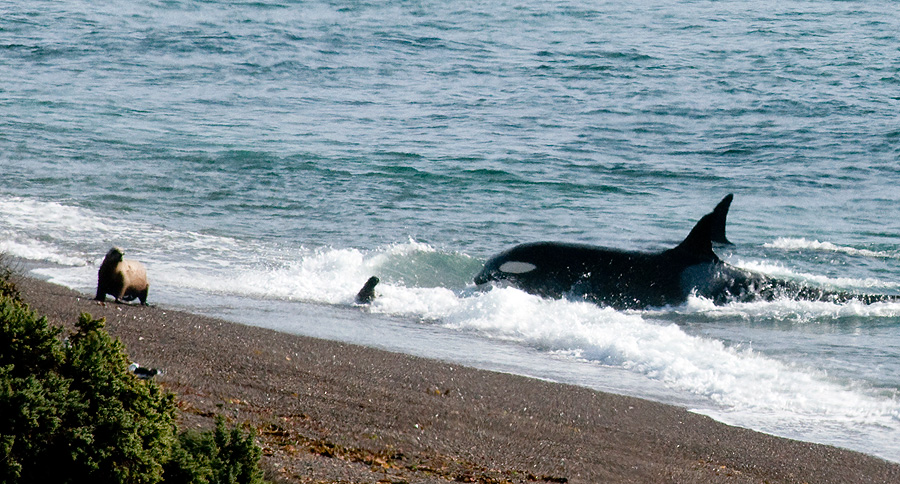
Kosatky dravé při lovu lachtanů na poloostrově Valdés se dobrovolně vydávají na břeh

Zatímco u některých druhů, jako jsou zmínění kulohlavci černí a vorvaňovci zobatí, dochází k hromadným uváznutím relativně často, jiné druhy, jako jsou kosatky dravé, uváznou na mělčině spíše zřídka. Malé stádo argentinských kosatek kolem poloostrova Valdés a stádo z Crozetových ostrovů se naučilo lovit mláďata místních ploutvonožců (hlavně lachtanů hřívnatých) tak, že se vymrští z oceánu na písečný břeh, chňapnou ploutvonožce, a za pomocí odtékajících vln i vlastního pohybu se ponoří zpět do moře. Tuto loveckou taktiku používají pouze zmíněná dvě stáda. I přes značné riziko se nestává, že by místní kosatky na břehu uvízly. Toto chování bylo poprvé zaznamenáno v roce 1979 a od té doby je kosatkami předáváno z generace na generaci. Hromadná uváznutí kosatek byla zaznamenána hlavně na Novém Zélandu, u kanadského ostrova Vancouver, v Mexiku, Austrálii, Japonsku, Norsku a na Aljašce a Islandu. Vůbec největší zaznamenané uváznutí kosatek nastalo v dubnu roku 1957 v kanadském Newfoundlandu, kdy bylo 25 jedinců zahnáno ledem na mělčinu. Studie z roku 2013 napočítala 371 zaznamenaných uváznutí kosatek dravých v severním Tichomoří v letech 1925–2011.

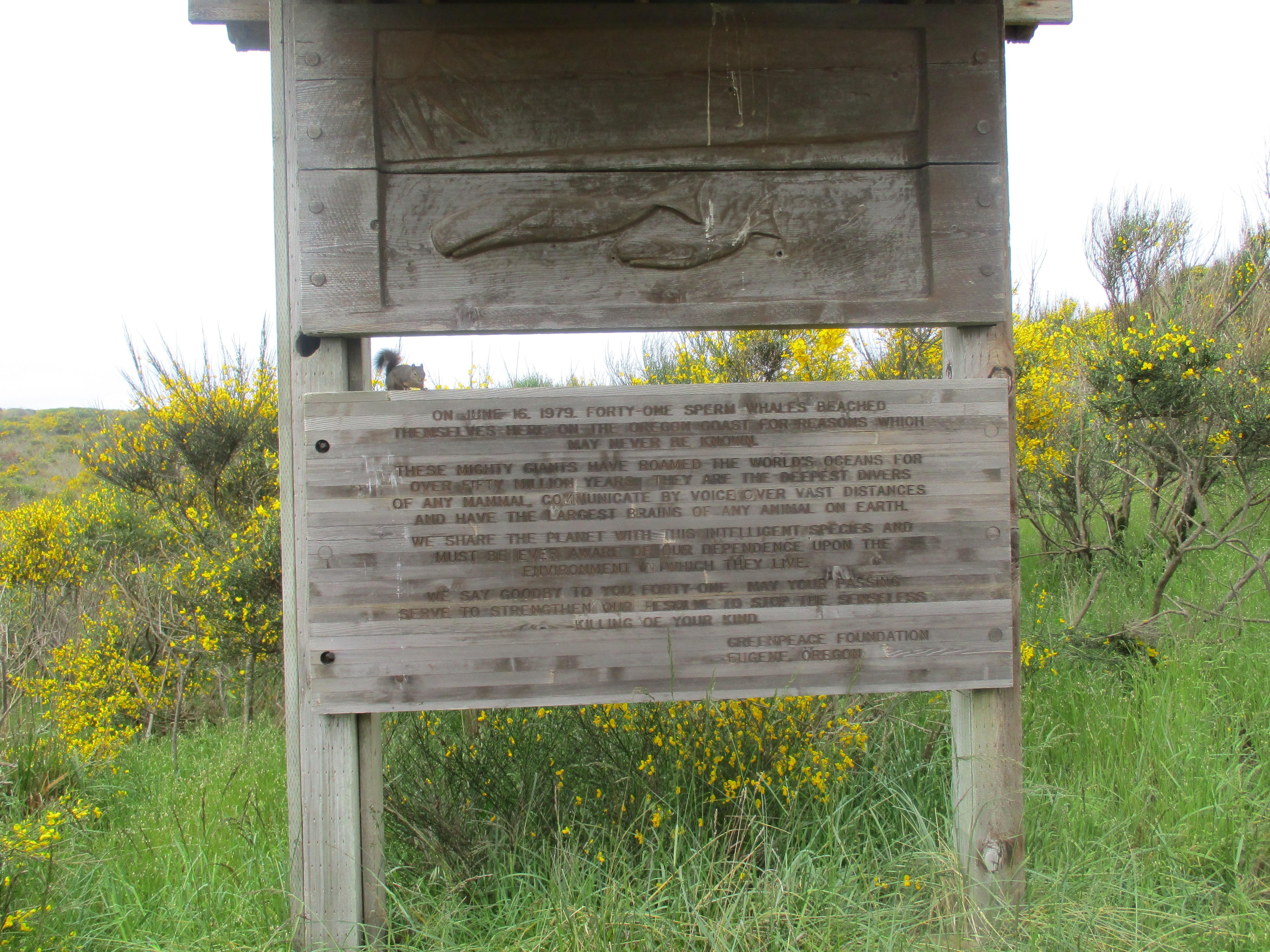
Pomník uváznutým vorvaňům z roku 1979 na pláži Florence v Oregonu

Dalším častým uvízlým kytovcem je vorvaň. K uváznutí vorvaňů nejčastěji dochází na třech lokacích: v jižní Austrálii, v Severním moři a na Novém Zélandu. Jen na Novém Zélandu mezi lety 1873–2022 bylo zaznamenáno 596 uvízlých vorvaňů. K největší zaznamenané události došlo na pláži Muriwai (západ Aucklandského regionu), kde v říjnu 1974 uvízlo hned 72 vorvaňů. Při dalším hromadném uváznutí v roce 1970 na pláži Wainui u Gisborne zahynulo 59 vorvaňů, kteří byli pohřbeni v masovém hrobě dlouhém 150 m. Odhadovaná hmotnost těl se pohybovala kolem 1800 tun. V oblasti Taranaki v roce 2018 uvázlo kolem 12–13 samců vorvaňů. Zatímco část vorvaňů byla pohřbena na pláži, někteří byli ponecháni na místě vyplavení k přirozenému rozložení. K největšímu zaznamenanému hromadnému uváznutí vorvaňů v Severním moři došlo počátkem roku 2016, kdy během několika týdnů uvízlo 30 vorvaňů na plážích pěti různých zemí. K dalšímu masivnímu uváznutí došlo v roce 1979 v oblasti oregonského Florence, a týkalo se 41 vorvaňů. 13 z nich byli nedospělí samci, zbytek byli samice. Každé z takových uváznutí poskytuje cenná data o vyplavených druzích, jako je demografické složení stáda aj.
Co se týče menších druhů kytovců, v některých oblastech, jako je Nizozemí, patří k nejčastějším uvízlým kytovcům sviňucha obecná. To nicméně odráží velikost lokálních populací; byla totiž prokázána souvislost mezi počtem pozorování a počtem uvízlých sviňuch – jinými slovy čím větší populace, tím více uvízlých jedinců. Sviňuchy obecné jsou nejrozšířenějším druhem kytovce v Severním moři, čemuž i odpovídá vysoký počet uváznutí. Mezi lety 1990–2017 bylo zaznamenáno 16 247 uvázlých sviňuch obecných. Řada z těchto událostí včetně masového uváznutí 85 sviňuch v dubnu 2005 v Dánsku bývá dávána do souvislosti s rybářskými aktivitami, jelikož sviňuchy obecné jsou vysoce náchylné na smrtelné interakce s rybářským náčiním.

## Nakládání s uvízlými kytovci

### Programy na záchranu mořských savců

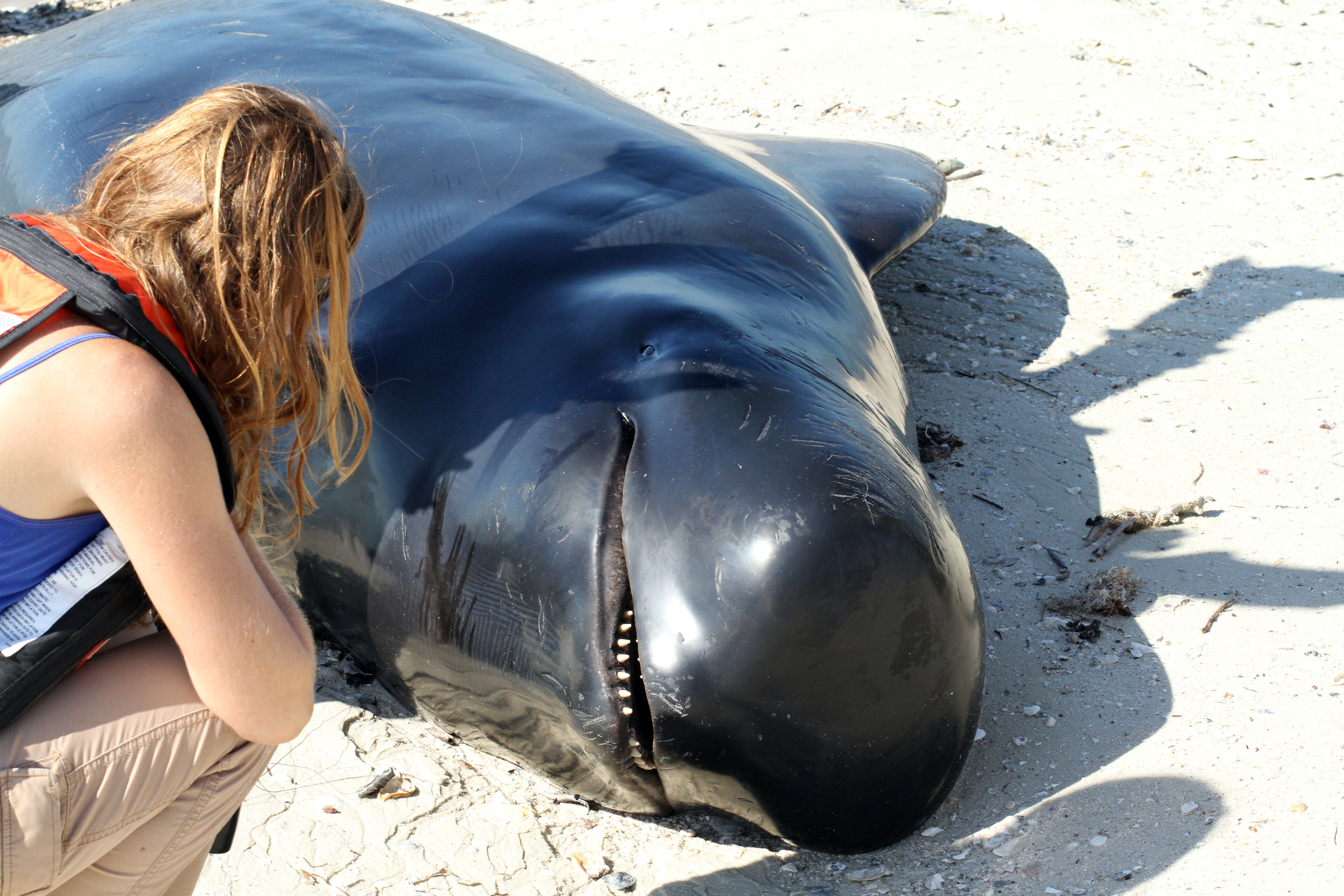
Dobrovolník zkoumá hlavu zemřelého kulohlavce uvízlého na floridské pláži

S cílem maximalizovat vědecký potenciál uvízlých kytovců začaly na přelomu 19. a 20. století vznikat formální koordinované programy zaměřené na vědecké využití kytovců resp. mořských savců (programy se často zaměřují i na ploutvonožce). Jedním z prvních takových programů byl založen americkým cetologem Frederickem Truem v rámci Amerického přírodovědného muzea. Díky zmíněnému programu toto muzeum dnes vlastní největší sbírku kosterních pozůstatků mořských savců na světě. Obrovskou sbírku pozůstatků kytovců má i Britské muzeum, které vytvořilo podobný program. Poněkud překvapivě rozsáhlé sbírky koster kytovců vlastní buddhistické kláštery ve Vietnamu. Zde jsou totiž kytovci vysoce ctěni a jejich kosterní pozůstatky byly sbírány a uchovávány v klášterech po staletí.
Ve 2. polovině 20. století došlo k vytvoření programů na záchranu mořských savců v řadě dalších zemí, jako je Austrálie, Japonsko, Nový Zéland, Kanada, Francie, Itálie, Argentina, Brazílie, Thajsko, Filipíny aj. Tyto programy již nejsou čistě vědeckého charakteru, ale sdružují i dobrovolníky z místních komunit či veterináře. Jejich cílem je vedle vědeckého studia a uchovávání pozůstatků i snaha o péči o mořské savce a v některých případech i jejich záchranu.

### Postup při nalezení uvízlých kytovců

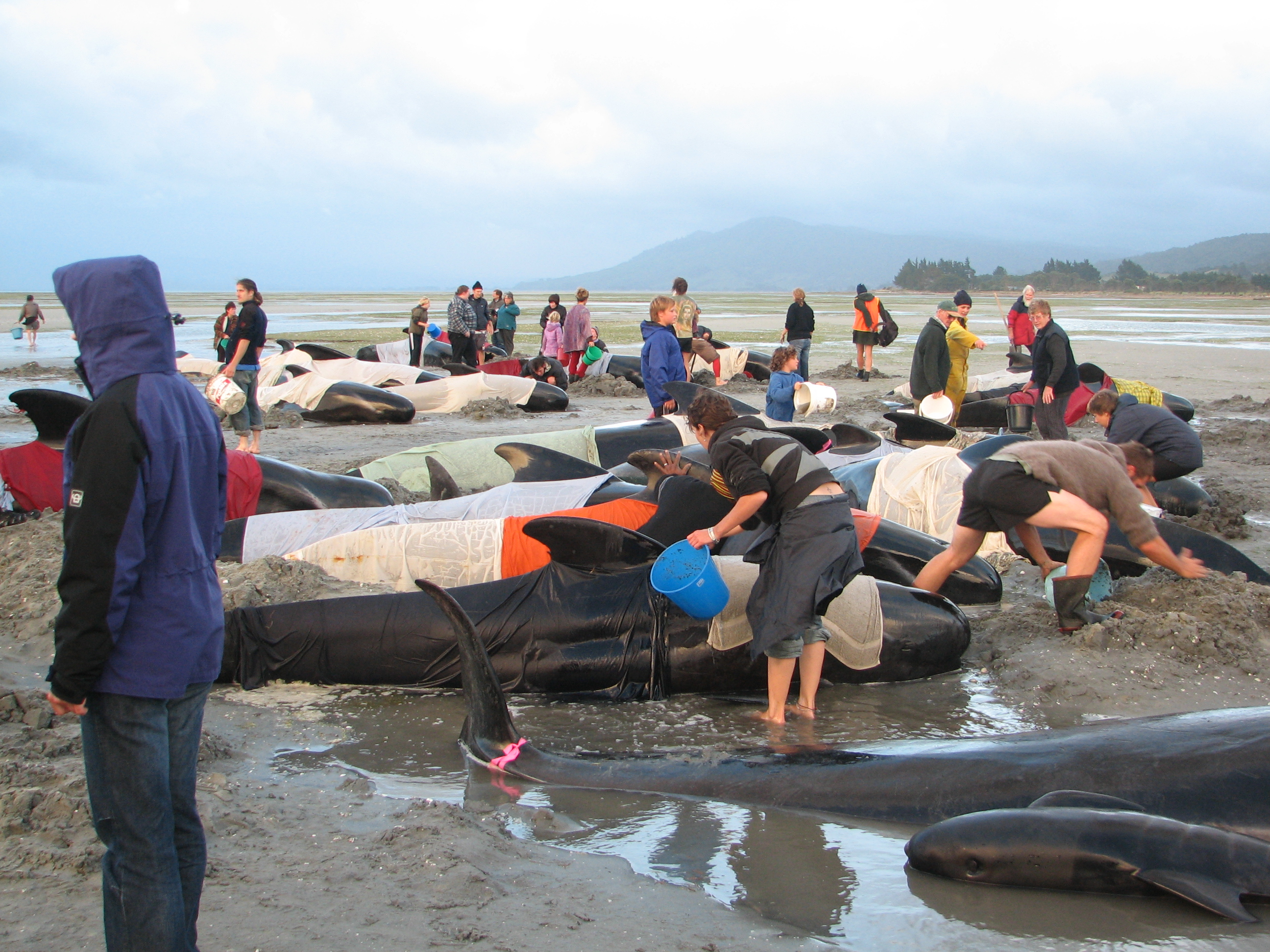
Dobrovolníci snažící se ochlazovat těla uvízlých kulohlavců (Farewell Spit, Nový Zéland)

Při nalezení kytovce se jako první věc doporučuje kontaktovat místní autority (ať už zoologickou zahradu, muzeum či akvárium), kteří navážou spojení s relevantními úřady. Po příjezdu specialisty dochází ke zvážení situace. V úvahu typicky připadá nedělat nic, pokusit se o navrácení kytovce do moře, kytovce utratit nebo přemístit do rehabilitačního centra. Při rozhodování hraje roli celá řada faktorů, jako je přístupnost pláže, dostupná technika, počet uváznutých kytovců, stav zvířete, počasí nebo riziko vůči lidem i divoce žijící populaci. Kytovec totiž může trpět nějakou přenosnou nemocí, která by se mohla rozšířit mezi divoce žijící populací.
V případě, že je kytovec ještě v přijatelném zdravotním stavu a dojde k rozhodnutí pokusit se jej navrátit do moře, je většinou potřeba zapojit poměrně velkou spoustu lidí. Okamžitou úlevu kytovcům poskytuje polévání slanou či sladkou vodou, která pomáhá odvádět teplo z těla a chrání kůži proti vysušení. Mokré ručníky přes těla nebo přístřešky proti slunci dále podporují proces ochlazování těl. Je potřeba ochránit výdechovou fontánu proti písku a vodě. Hromadná uváznutí, která vyžadují velké množství lidí, je potřeba efektivně řídit tak, aby bylo možné zachránit co největší množství kytovců, u nichž se předpokládá největší šance na přežití. Typicky se postupuje tak, že kytovci (pokud se nejedná zrovna o mnohatunová zvířata) jsou vtaženi z břehu do mělkých vod, kde mohou odpočívat a zorientovat se, a teprve po nějaké době se jim pomůže do vod hlubších. Tím se šetří čas, tzn. po vtažení do mělkých vod je možné se zaměřit na další kytovce na pláží a vtáhnout je také do mělkých vod, a zároveň se zabraňuje tomu, aby se kytovci v případě rychlého vtažení do hlubokých vod znovu nevydali směrem ke břehu. Detailní doporučení pro postup a management uváznutí jednotlivce nebo celého stáda poskytuje rozsáhlá příručka Marine Mammals Ashore A Field Guide for Stranding.

### Nakládání s ostatky

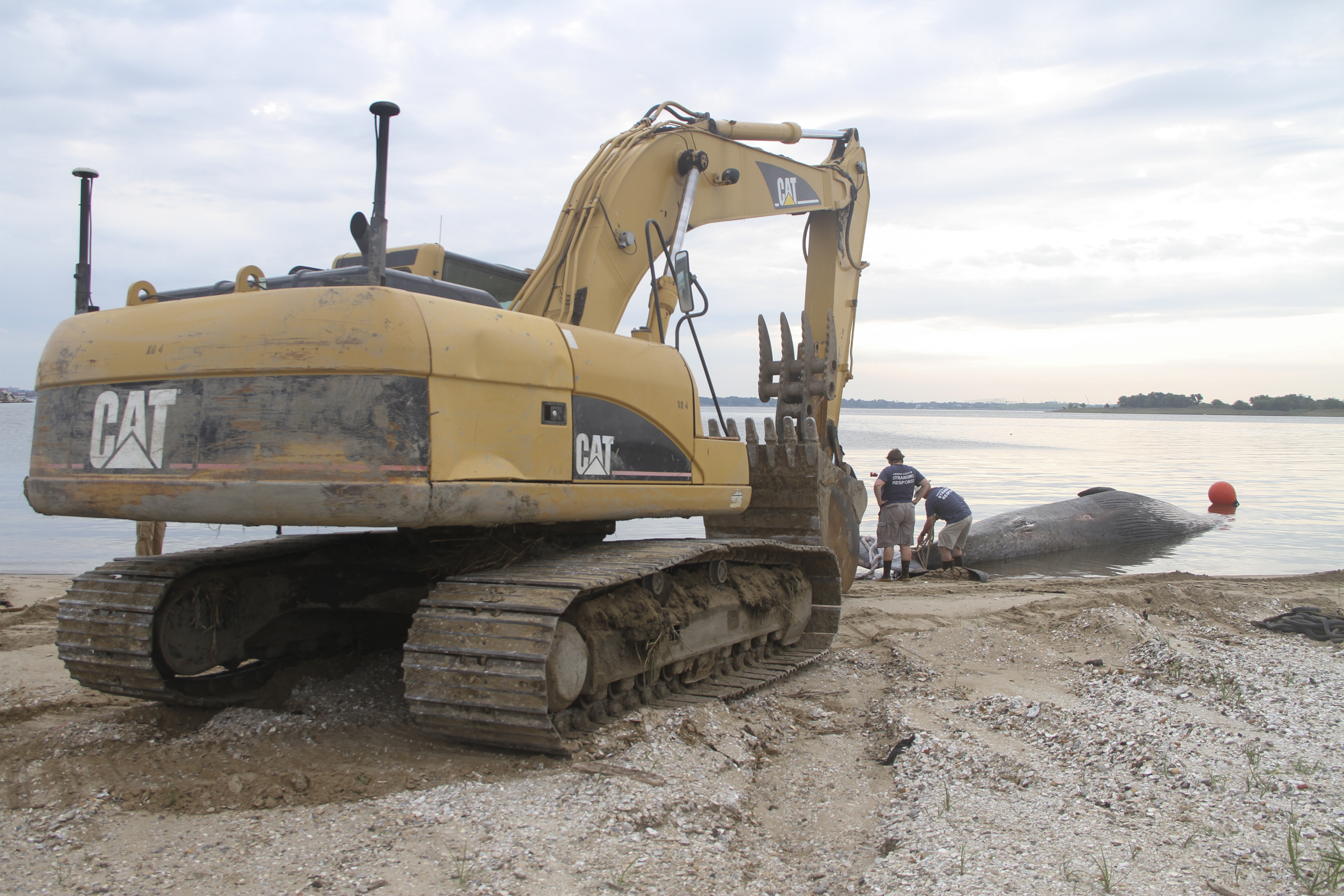
Mrtvola plejtváka sejvala u virginského města Portsmouth byla nejdříve vytažena na břeh s pomocí těžké techniky a po pitvě byl plejtvák pohřben (srpen 2014)

Pokud dojde k vyplavení či uhynutí kytovce na veřejně přístupné pláži, objemné mrtvoly představují zdravotní hrozbu a místní úřady se snaží o jejich rychlé odstranění. Krajní případ nastal v roce 2002 na Aljašce, kde došlo k případu otravy 14 místních obyvatel podkožním tukem (muktuk) poté, co pozřeli několik týdnů staré maso běluhy vyvržené na břeh. U většiny z nich došlo k vyvinutí botulismu. Jedním z nejběžnějších způsobů nakládaní s mrtvolou rozkládajícího se kytovce je její pohřbení přímo na pláži pomocí těžké techniky. V Austrálii nastaly případy, kdy místní úřady nechaly pohřbít kytovce přímo na pláži, avšak místní obyvatelé je nedlouho poté vykopali, naporcovali a odvezli na skládku. Důvodem byl hlavně strach z toho, že olej mrtvého kytovce unikne z hrobu do moře a přiláká k břehům žraloky, což by vedlo k odrazení turistů a surfařů a ve výsledku by utrpěla lokální ekonomika. Vědecký experiment nicméně takový scénář nepotvrdil. Autoři zmíněného výzkumu nicméně doporučují pohřbít mrtvého kytovce nad úrovní přílivové hladiny a mimo dosah podzemní vody, aby se zabránilo případným únikům oleje. Bezprostřední okolí hrobu by se mělo i tak monitorovat pro zjištění případného prosakování tuku. I přes dodržení všech doporučených opatření však může návštěvníky i tak odradit návštěva pláže, kde byl pohřben kytovec. Vedle přilákání žraloků se lidé obávají i zápachu. Pohřbení kytovce na pláži poskytuje místním organismům, jako jsou krabi, ohromný a dlouhodobý přísun živin.
Další možností odstranění mrtvoly je její odtažení na volné moře, avšak k takovému způsobu nakládání s mrtvým kytovcem dochází jen zřídka z důvodu možného nebezpečí pro projíždějící lodě. Mrtvoly kytovců jsou totiž známé tím, že dlouho plovou při hladině z důvodu hromadění plynů v jejich tělech. Jak dochází k rozkladu těla, kytovec klesá ke dnu, avšak v příhodných podmínkách (vhodné proudy a pokračující tvorba plynů a jejich následné zachycení v tělesné schránce) může dojít k opětovnému vynoření mrtvoly na hladinu. U mrtvých kytovců dochází k hromadění metanu v jejich tělech do té míry, že mohou představovat bezpečnostní riziko pro veřejnost. Je znám případ mrtvého vorvaně, který byl vyplaven na tchajwanském pobřeží. Při převozu na místní univerzitu za účelem pitvy došlo k explozi nahromaděného metanu, který rozmetal krev a vnitřnosti vorvaně po autech a obchodech Tchaj-nanu.

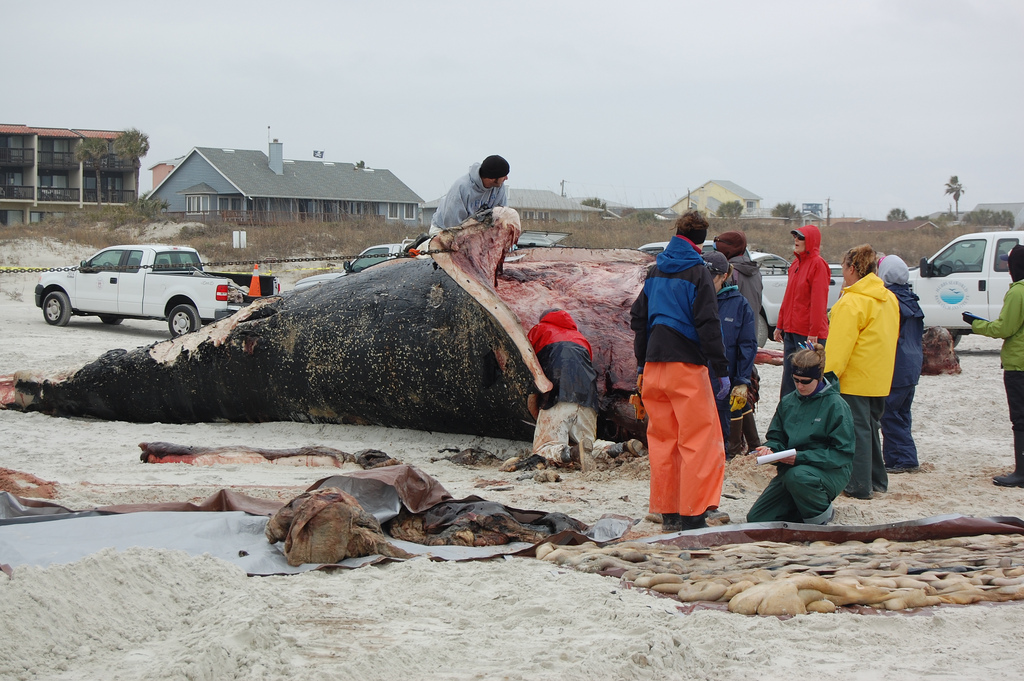
Pitva velryby černé u floridského města St Augustine (srpen 2011)

Občas dochází k vypořádání se s mrtvými kytovci pomocí výbušnin. Velkou mediální pozornost si získala událost z Oregonu z listopadu 1970, kde došlo k vyplavení cirka osmitunového vorvaně. Místní autority se rozhodly vyhodit ho do vzduchu pomocí výbušnin rozmístěných pod ním. Myšlenka byla taková, že výbušniny rozmetají mrtvolu na malé kousíčky, které poté sežerou racci a další mrchožrouti. Výbušniny nicméně rozmetaly vorvaně na velké kusy masa, které začaly padat na přihlížející diváky a přítomné novináře. Došlo i k poškození aut. Výbušniny bývají občas použity ke zrychlení rozkladu plovoucích mrtvol, které lákají žraloky, představují bezpečnostní riziko pro lodě a mohou silně zapáchat. Vzácně se výbušniny používají i pro utracení velkých kytovců. Kytovci jsou v mnoha zemích přísně chránění a ani po smrti s nimi nelze libovolně nakládat. I přesto se občas stává, že někdo nelegálně vyřeže části jejich těl, jako jsou zuby.

### Domorodé kultury
Uvázlí kytovci mají místo v příbězích tichomořských a australských domorodců. Pro australské Aborigince představovali uvázlí kytovci bohatý zdroj potravy. Získávali z nich maso a olej a z kostí vyráběli nástroje, zbraně i přístřešky. Nahlíželi na ně jako na žehnání z moře a věřili, že svými tradičními písněmi mohou takové uváznutí vyvolat. Na Novém Zélandu bývají do pohřbu kytovců vyplavených na břeh zapojeni zástupci maorských komunit, kteří nakládají s mrtvolami specifickým způsobem podle komplexního souboru pravidel (tikanga). Podle tradičního výkladu se v případě vyplavení tito mohutní savci nabídli Maorům, kteří z mrtvol vyřezávají olejnaté části spolu s kostmi, které jsou využívány pro medicínské a další tradiční účely. Kytovci jsou Maory považováni za taonga čili jakési spirituální klenoty, ke kterým je třeba se chovat s úctou. Součástí obřadních rituálů během nakládání s mrtvolou je recitace modliteb (karakia), pojmenování velryby specifickým jménem (např. Oko řeky Kōteoteo) nebo vyřezání oka, které je obřadně nabídnuto bohovi moře Tangaroaovi.

## Odkaz v umění
Uvízlí kytovci jsou námětem řady historických vyobrazení. Galerie níže ukazuje některé z nich.

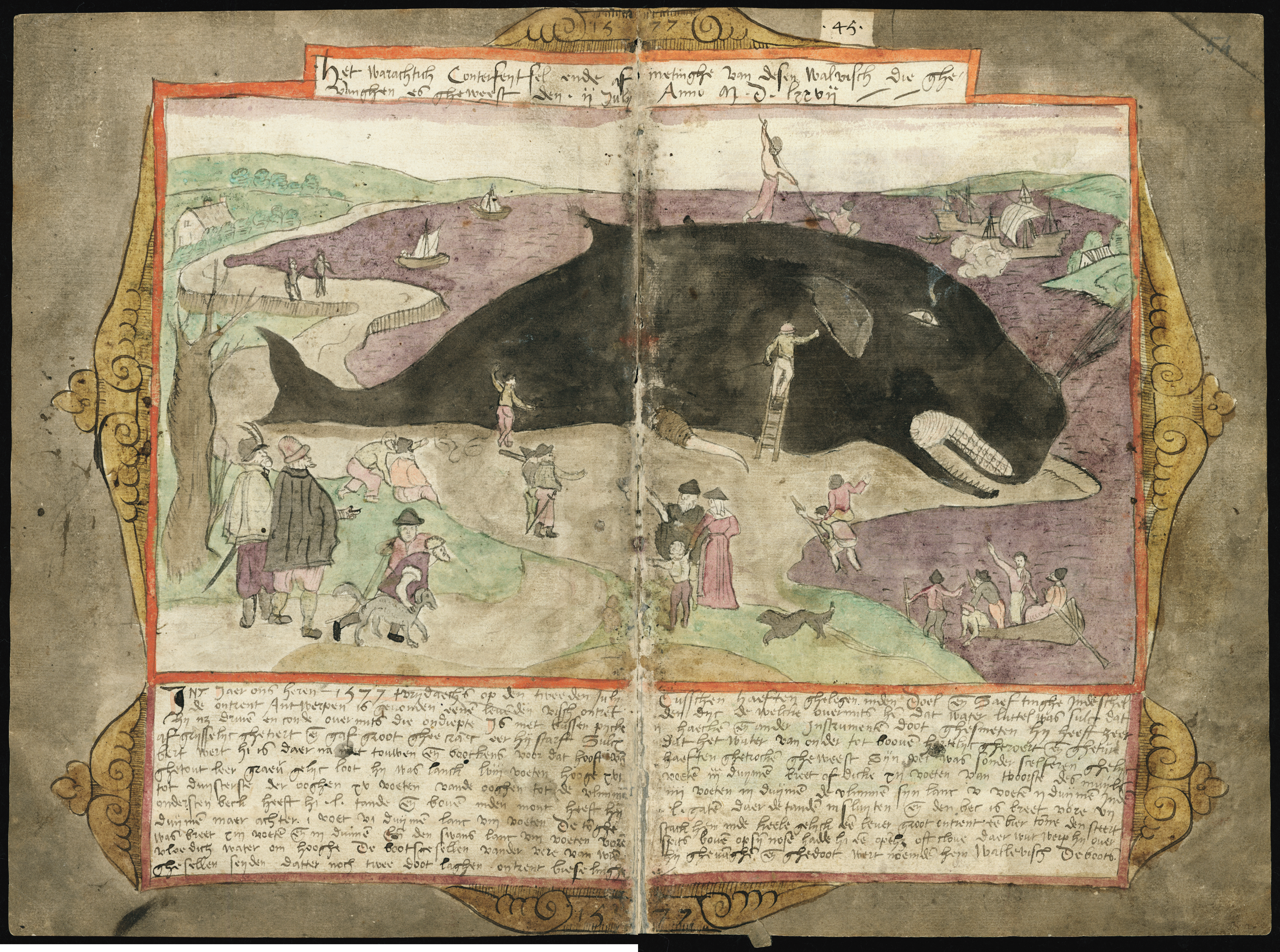
Kytovec na břehu (70. léta 16. století, Adriaen Coenen)
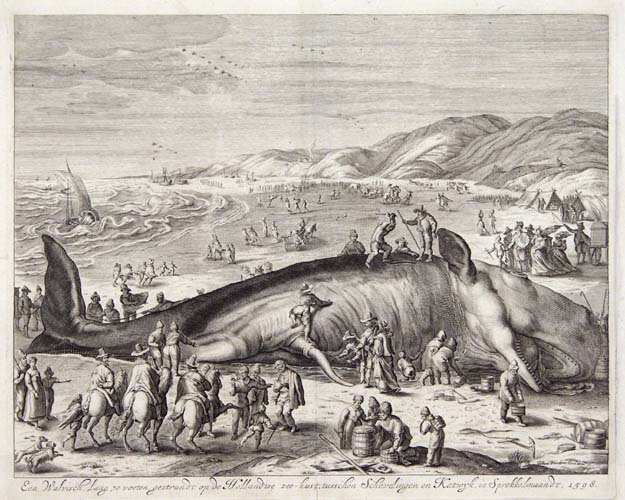
Uvázlá velryba (Gilliam van der Gouwen, 1598)
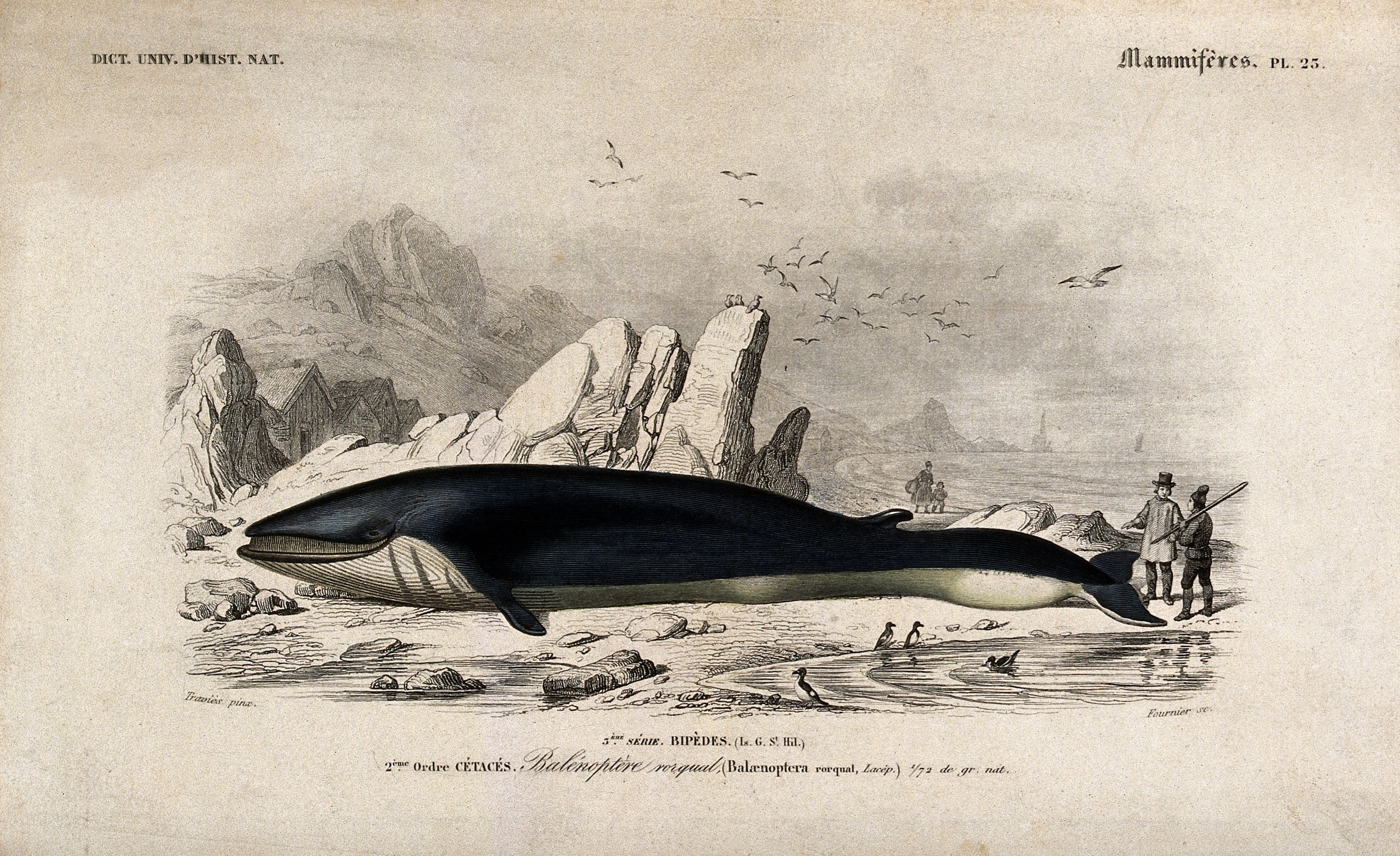
Uvázlá velryba při průzkumu dvěma rybáři (Édouard Traviès, 19. století)
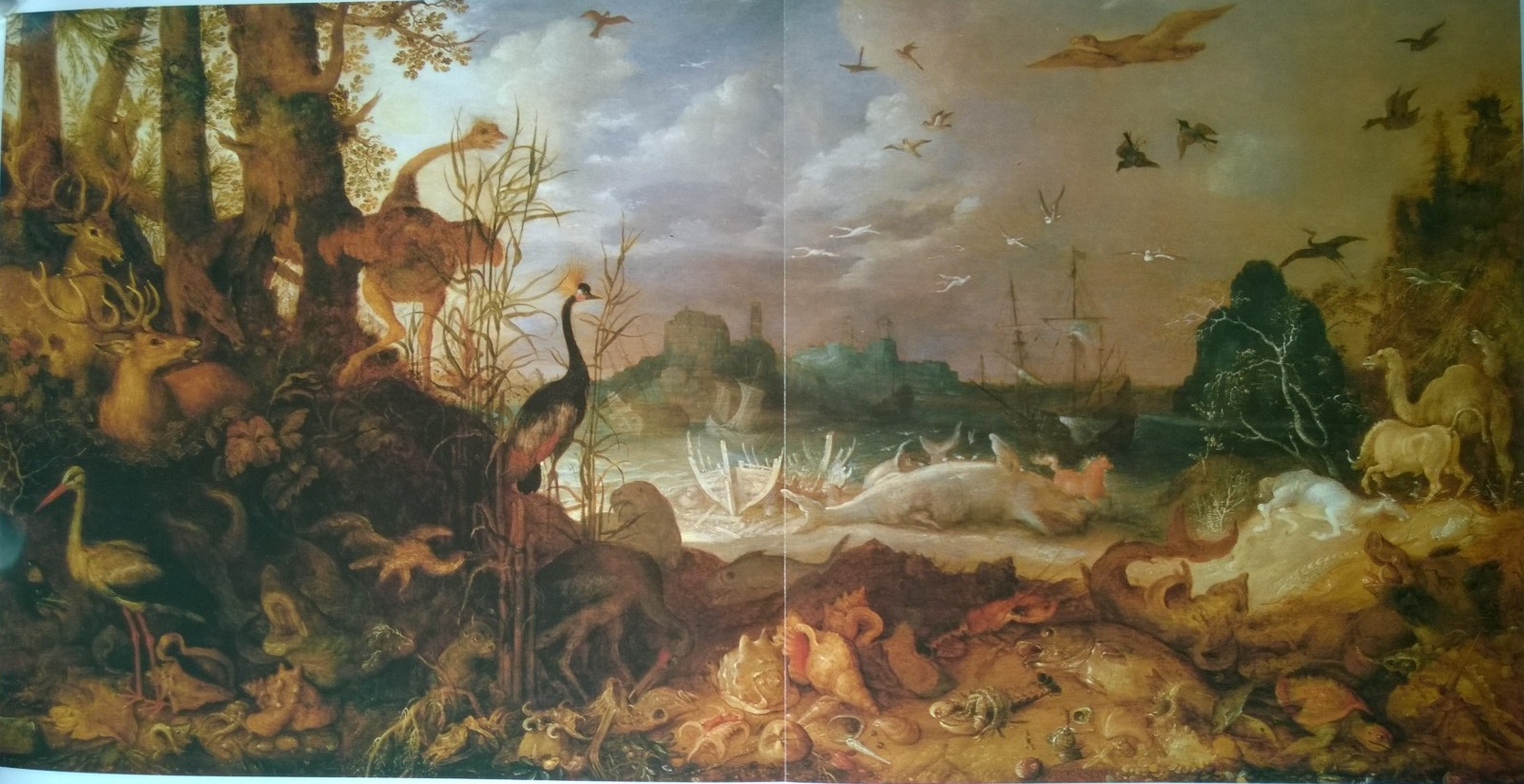
Uvázlá velryba (Roelandt Savery, 1618)
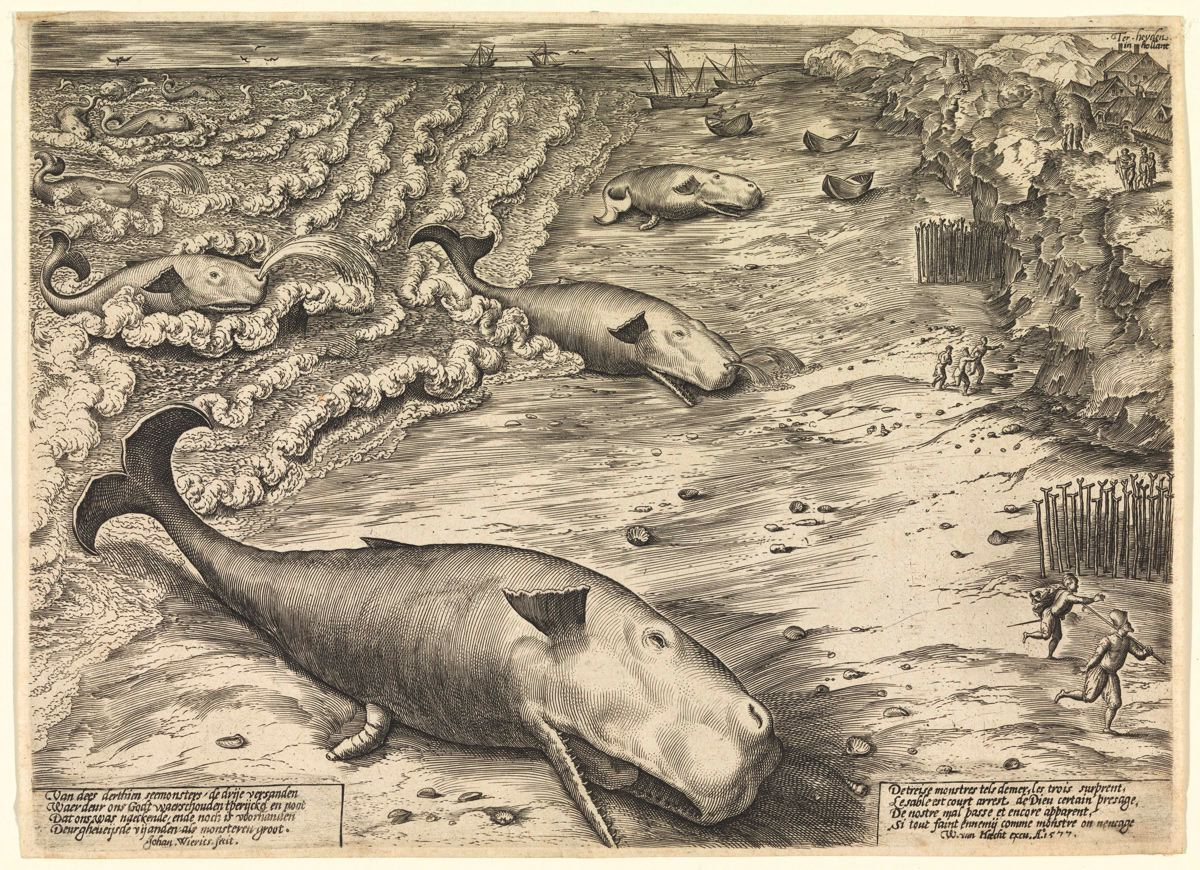
Tři uvázlí vorvani (Jan Wierix, 1577)
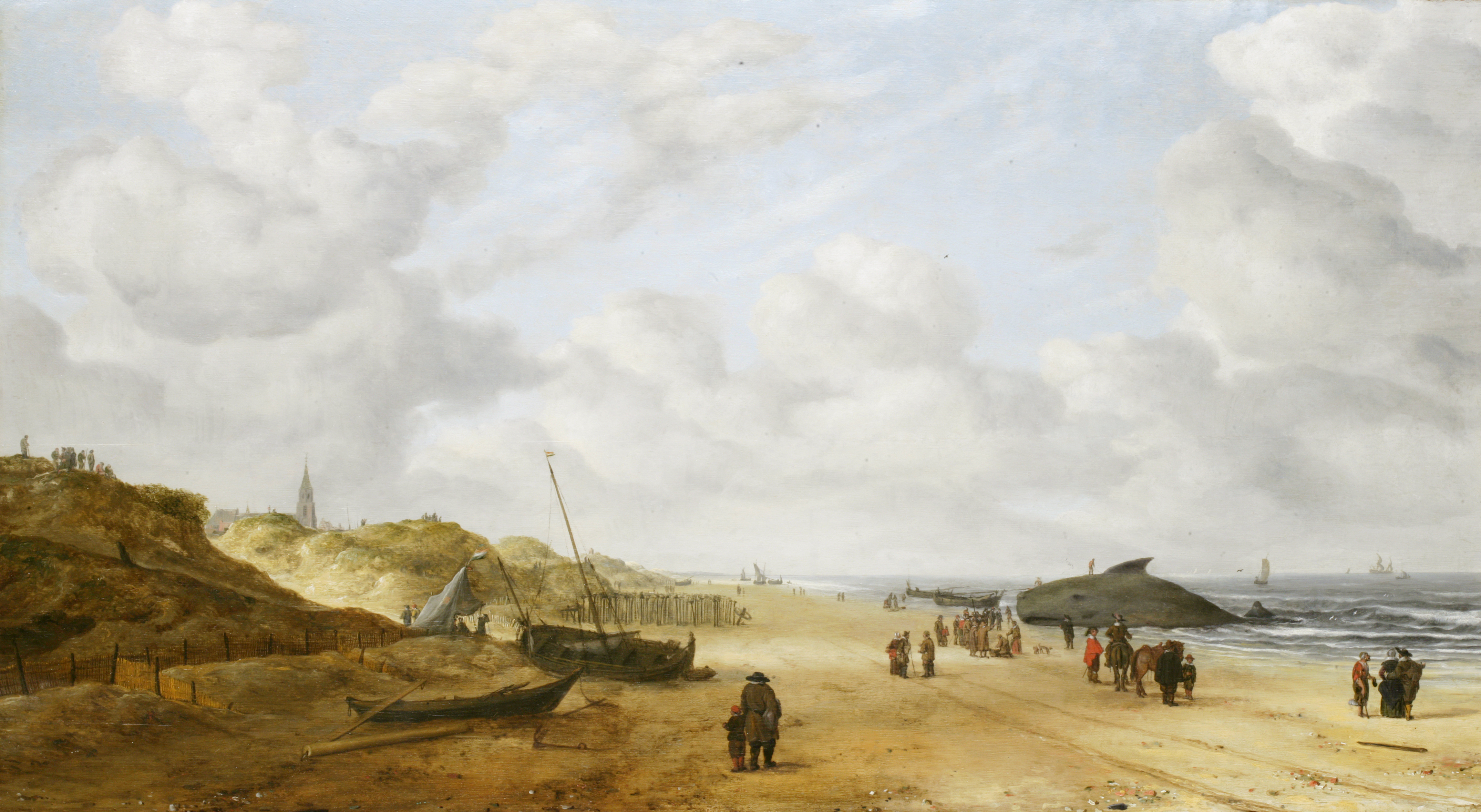
Uvázlá velryba na pláži v Nizozemí (Hendrick van Anthonissen, 30. léta 17. století)